# 존 J. 맥네일
존 J. 맥네일 (John J. McNeill, 1925년 9월 2일- 2015년 9월 22일)는 뉴욕 버팔로에서 태어나서 뉴욕 주에서 자라났다. 제 2차 세계 대전 동안 독일군 포로가 되어 루케왈드 근처에 있는 전쟁 포로 수용소에서 수감된 적이 있었다. 이것이 그에게 영성에 영향을 주어서 예수회에 입단하게 된 계기가 되었다. 1964년 벨기에에 있는 루뱅 가톨릭 대학교에서 박사학위를 받았다. 그리고 프랜시스 스펠먼에 의해서 1959년 예수회 사제로 임직을 받고 심리학자로 신학자로 그리고 퀴어 신학분야에서 명성을 얻고 있다.

## 출판물
- 《The Church and the Homosexual》. Beacon Press. 1993. ISBN 978-0-8070-7931-7.</
- 《Taking a Chance on God: Liberating Theology for Gays, Lesbians, and Their Lovers, Families, and Friends》. Beacon Press. 1996. ISBN 978-0-8070-7945-4.
- 《Freedom, Glorious Freedom: The Spiritual Journey to the Fullness of Life for Gays, Lesbians, and Everybody Else》. Lethe Press. 2009년 12월 1일. 4–쪽. ISBN 978-1-59021-148-9.
- 《Both Feet Firmly Planted in Midair: My Spiritual Journey》. Westminster John Knox Press. 1998. ISBN 978-0-664-25808-5.
- Sex as God Intended, Lethe Press, 2008, ISBN 9781590210420

## 같이 보기
- 큐어